# Рогатая агама
Рогатая агама (лат. Ceratophora stoddartii) — ящерица из семейства агамовые. Видовое латинское название дано в честь британского военного Чарлза Стоддарта (1806—1842).

## Описание
Общая длина достигает 23 см. Цвет спины оливково-зелёный, боковые стороны коричневого или чёрного окраса. У самок цвет спины серый. В задней части туловища имеется 5-6 тёмных поперечных пятен и узких чёрных продольных полос. Брюхо значительно темнее спины. Верх губы, шея и горло белые. Глаз имеет частичную светло-коричневую или желтоватую окантовку. Туловище сжатое. Голова немного короткая, морда повёрнута вниз. На морде длинный и узкий отросток белого цвета вроде рога. У самок значительно меньше угол. На шее имеется кожаная складка. Чешуя этой агамы колючая и неоднородная. Хвост длинный с тёмными полосами крест-накрест. Он довольно цепкий.

## Образ жизни
Любит влажные, тропические леса в горной местности. Встречается на высоте от 1500 до 2100 метров над уровнем моря. Скрывается на стволах деревьев. Питается членистоногими, в первую очередь, сверчками.

## Размножение
Яйцекладущая ящерица. Самка откладывает 4 яйца.

## Распространение
Эндемик острова Шри-Ланка. Живёт в центральной части острова.